# Hrvatsko katoličko sveučilište
Hrvatsko katoličko sveučilište privatno je sveučilište u Zagrebu. Osnovano je 3. lipnja 2006. godine. Prva akademska godina počela je 4. listopada 2010. godine. Rektor Sveučilišta je prof. dr. sc. Željko Tanjić.

## Povijest
Na XXIX. plenarnom zasjedanju Hrvatske biskupske konferencije u Zadru 12. listopada 2004. godine donesena je Odluka o osnivanju katoličkog sveučilišta u Zagrebu, čiji je osnivač Zagrebačka nadbiskupija, a Hrvatska biskupska konferencija pokrovitelj. Zagrebački nadbiskup, kardinal Josip Bozanić imenovao je 6. siječnja 2005. Povjerenstvo za osnivanje katoličkog sveučilišta u Zagrebu sa zadatkom da osmisli i pripremi osnutak katoličkog sveučilišta u Zagrebu, a 7. siječnja iste godine imenovao je i pet članova Povjerenstva. Povjerenstvo svoj zadatak dovršava 3. lipnja 2006. godine, kad zagrebački nadbiskup Dekretom o osnivanju i Instrukcijom za osnivanje Hrvatskog katoličkog sveučilišta br. 1273-2/2006. (dalje u tekstu: Instrukcija za osnivanje) utemeljuje Hrvatsko katoličko sveučilište, a Povjerenstvo za osnivanje katoličkog sveučilišta u Zagrebu postaje Povjerenstvo Hrvatskog katoličkog sveučilišta, koje dobiva zadatak da pripremi studije za početak rada toga sveučilišta.
Dekretom o osnivanju Luce vera illuminata (Istinskom svjetlošću obasjana) kardinala Bozanića od 3. lipnja 2006. godine osnovano je Hrvatsko katoličko sveučilište, a profesor Katoličkog bogoslovnog fakulteta Sveučilišta u Zagrebu prof. dr. sc. Ivan Šaško imenovan je privremenim rektorom. Dana 6. lipnja 2006. potpisan je sporazum o zamjeni nekretnina između Zagrebačke nadbiskupije i Vlade Republike Hrvatske, kojim je Nadbiskupija stupila u posjed prostora i zgrade nekadašnje vojarne na zagrebačkom Črnomercu.
Ministarstvo znanosti, obrazovanja i športa je 3. srpnja 2008. izdalo Hrvatskom katoličkom sveučilištu dopusnicu za obavljanje sveučilišne djelatnosti i za izvođenje studija psihologije, sociologije i povijesti, uz uvjete ravnomjernog zapošljavanja tijekom pet godina. Prostore Hrvatskog katoličkog sveučilišta blagoslovio je 19. rujna 2008. državni tajnik Svete Stolice Tarcisio Bertone. Tom prigodom kardinal Josip Bozanić objasnio je razloge osnivanja sveučilišta: "Polazište osnivanja ovoga Sveučilišta je nastojanje da Crkva, vršeći svoje poslanje, pomogne u sustavu visokoga obrazovanja Hrvatske i da svoje mogućnosti usmjeri u društveni prostor za koji smatra da je danas iznimno važan, a za koji nije bilo preduvjeta u prošlim desetljećima. Svjesni smo da Crkva i evanđelje imaju što reći i sveučilišnomu životu.".
Prva akademska godina počela je 2010./2011. kad je upisano četrdeset studenata na prvog godini studija povijesti. U listopadu 2011. počeli su se izvoditi studiji psihologije i sociologije.
Papa Benedikt XVI. tijekom apostolskog pohoda Hrvatskoj u Hrvatskom narodnom kazalištu 4. lipnja 2011. nazvao je početak rada Hrvatskog katoličkog sveučilišta «znakom nade».

U rujnu 2011. godine dolazi do promjene vodstva Sveučilišta. Osnivač novim privremenim rektorom imenuje prof. dr. sc. Željka Tanjića jer je mons. dr. sc. Ivan Šaško u međuvremenu postao pomoćni biskup zagrebački.
Nastava na preddiplomskom sveučilišnom studiju psihologije i sociologije počinje u akademskoj godini 2012./2013. Nastava na diplomskom sveučilišnom studiju povijesti počinje akademske godine 2013./2014. Prvi prvostupnici preddiplomskog sveučilišnog studija povijesti promovirani su 2014. godine.
U srpnju 2014. godine Sveučilište dobiva dopusnicu za znanstvenu djelatnost u području društvenih i humanističkih znanosti.
Agencija za znanost i visoko obrazovanje 20. listopada 2015. godine Hrvatskom katoličkom sveučilištu izdala je dopusnicu za obavljanje znanstvene djelatnosti u znanstvenom području biomedicine i zdravstva.
U akademskoj godini 2015./2016. započinju studiji komunikologije i sestrinstva. 
Godišnje se po studijskom programu upisuje četrdeset redovnih studenata. 
Prva generacija prvostupnika povijesti, njih 31, promovirano je u ožujku 2014., dok su prvi prvostupnici sociologije i psihologije promovirani u studenome 2015. Prvi magistri povijesti promovirani su 12. studenoga 2016. godine.
U akademskoj godini 2018./2019. na Sveučilištu studira 1235 studenata.
Prvi magistri psihologije, sociologije i sestrinstva promovirani su 3. ožujka 2018. godine.

## Ustroj

### Uprava
Upravu čine rektor i četiri prorektora zadužena za specifična područja akademskog procesa:
- Rektor: prof.dr.sc. Željko Tanjić
- Prorektor za nastavu: izv. prof.dr.sc. Roko Mišetić
- Prorektor za znanost: prof.dr.sc. Roberto Antolović
- Prorektor za međunarodnu suradnju: prof.dr.sc. Hrvoje Štefančić
- Prorektor za organizaciju i poslovanje: prof. dr. sc. Gordan Črpić

### Sveučilišni studiji povijesti, psihologije, sociologije, komunikologije i sestrinstva
Preddiplomski studiji
- Povijest  Arhivirana inačica izvorne stranice od 24. siječnja 2021. (Wayback Machine)
- Psihologija  Arhivirana inačica izvorne stranice od 24. siječnja 2021. (Wayback Machine)
- Sociologija  Arhivirana inačica izvorne stranice od 20. prosinca 2020. (Wayback Machine)
- Komunikologija  Arhivirana inačica izvorne stranice od 20. prosinca 2020. (Wayback Machine)
- [neaktivna poveznica]

Diplomski studiji
- Povijest
- Psihologija
- Sociologija
- Sestrinstvo
- Komunikologija

Poslijediplomski (doktorski) studiji
- Povijest
- Sociologija: vrijednosti, identitet i društvene promjene u hrvatskome društvu

### Medicinski fakultet Hrvatskog katoličkog sveučilišta
Godine 2021. s radom je započeo Medicinski fakultet Hrvatskog katoličkog sveučilišta.

## Studentski život
Aktivnosti studenata na HKS-u
- Volonterska skupina studenata HKS-a
- Malonogometna momčad
- Odbojkaška momčad
- Pjevački zbor studenata HKS-a
- Sudjelovanje u organizaciji različitih događanja na HKS-u

## Vanjske poveznice
- Hrvatsko katoličko sveučilište, službeno mrežno mjesto
- Youtube kanal HKS-a -  http://www.youtube.com/user/HkatolickoS
- Facebook grupa HKS-a -
- Twitter - HKS knjižnica
- Instagram